# Дедо I (Лужица)
Дедо I (на немски: Dedo; * ок. 1010, † октомври 1075) от род Ветини, е като Дедо II граф на Ветин, от 1034 г. граф на замък Айленбург, граф в Гау Сюсили, Гау Зеримунт и Низизи, от 1046 г. като Дедо I маркграф на Марка Лужица и граф в Южен Швабенгау.

## Живот
Той е най-големият син на маркграф Дитрих I († 1034), от 1031 г. първият маркграф на Марка Лужица, и на Матилда фон Майсен († ок. 1030), дъщеря на маркраф Екехард I фон Майсен. Брат е на епископ Фридрих I фон Мюнстер († 1084), на Тимо († 1091 или 1118), Конрад и на Хидда, омъжена за херцог Спитигнев II от Бохемия. По бащина линия той е внук на граф Дедо I фон Ветин и Титбурга.
На 19 ноември 1034 г. баща му Дитрих I е убит от хората на своя зет Екехард II и Дедо I се възкачва на трона. Дедо получава, според „Алтайхските анали“ от 1046 г., от император Хайнрих III двете маркграфства: Лужица (Lausitz) и Тюрингия.
През 1069 г. маркграф Дедо I се бие с крал Хайнрих IV, когато Дедо I иска да си присвои имперски земи. Той получава помощ от граф Албрехт фон Баленщет, съпругът на доведената му дъщеря Аделхайд. Той се предава, кралят го затваря и му взема обширните собствености. Той е свален и неговият син Дедо II е поставен за маркграф на Лужица. След убийството на Дедо II (преди 26 октомври 1069 г.) той се сдобрява с Хайнрих IV и получава обратно службата си като маркграф.
През 1073 г. Дедо I участва във въстанието на князете от Източна Саксония против Хайнрих IV. Преди сключеният мир през февруари 1074 г. Дедо не участва в новозапочналите битки. През 1075 г. той получава от краля задачата да пази руския велик княз Изяслав I, когато е в Саксония. Въпреки това той трябва да даде като заложник сина си Хайнрих I, по-късният маркграф.
Дедо умира през 1075 г. след дълго боледуване.

## Фамилия
Първи брак: с Ода († преди 1068), дъщеря на Титмар IV, маркграф на Лужица от род Билунги, и сестра на маркграф Одо II. Ода е вдовица на Вилхелм III († 16 април 1039), граф на Ваймар и е майка на Вилхелм IV и Ото I, маркграфове на Майсен. Дедо I има с Ода децата:
1. Дедо III († 1069), маркграф на Лужица (Дедо II)
2. Аделхайд († 1071), омъжена от 1060 г. за Ернст, маркграф на Австрия
3. Агнес, омъжена за Фридрих, пфалцграф на Саксония

Втори брак: през 1069 г. с Адела от Брабант († 1083), вдовица на неговия доведен син граф Ото I от Ваймар-Орламюнде, маркграф на Майсен († 1067). Адела е внучка на Балдуин IV от Фландрия. Те имат децата:
1. Хайнрих I Старши († 1103), маркграф на Майсен и Лужица, женен за Гертруда от Брауншвайг, дъщеря на маркграф Екберт I от Майсен
2. Конрад, граф на Брена